# Zitronenmyrte
Die Zitronenmyrte (Leptospermum petersonii) ist eine Pflanzenart in der Familie der Myrtengewächse (Myrtaceae).

## Beschreibung
Die Zitronenmyrte wächst als weit ausladender Strauch oder kleiner Baum und erreicht Wuchshöhen zwischen 4 und 6 Metern mit reich verzweigten Stämmen. Die Borke ist abblätternd und faserig. Die Rinde junger Zweige ist nur anfangs behaart. Bei den wechselständigen Laubblättern ist kaum ein Blattstiel erkennbar. Die 20 bis 40 mm lange und 2 bis 5 mm breite, meist unbehaarte Blattspreite besitzt lanzettliche bis schmal-elliptische Gestalt und ist flach oder leicht zurückgekrümmt. Der Blattrand ist glatt. Beim Zerreiben verbreiten die Blätter ein Zitronenaroma.
Die Blüten stehen meist einzeln. Die kleine, zwittrige, radiärsymmetrische Blüte weist einen Durchmesser von 1 bis 1,5 cm auf und ist fünfzählig mit doppeltem Perianth. Der fast unbehaarte Blütenbecher (Hypanthium) besitzt eine Länge von 3 bis 4 mm und deutliche Drüsen. Die Kelchblätter sind 1,5 bis 2,5 mm lang und fast unbehaart. Die weißen, ausladenden und rundlichen Kronblätter sind 5 bis 6 mm lang. Die vielen Staubblätter sind 2,5 bis 3,5 mm lang. Fünf Fruchtblätter sind zu einem fünfkammerigen Fruchtknoten verwachsen. Die Blütezeit reicht von Ende Juli bis Oktober.
Die kleine, verholzte und zusammengedrückt rundliche Kapselfrucht weist einen Durchmesser von etwa 6 mm auf.
Die Chromosomenzahl beträgt 2n = 22.

## Ökologie
Die Zitronenmyrte ist Futterpflanze und Lebensraum für Schmetterlingsarten.

## Vorkommen
Man findet die Zitronenmyrte meist in der Nähe von feuchten Hartlaub oder Regenwäldern in Australien, in den Bundesstaaten Queensland und New South Wales. Auch beispielsweise auf Hawaii wurde die Zitronenmyrte eingeführt. Sie wächst auf sandigen und steinigen Böden.

## Nutzung
Die Blätter enthalten Neral, Geranial und Citronellal und werden zum Brühen und Aromatisieren von Tee verwendet, hervorzuheben ist der Zitronengeschmack. Aus den Blättern wird ein Öl mit bakterizider Wirkung hergestellt, diesbezüglich wurden die medizinischen Wirkungen untersucht.
Die Zitronenmyrte wird als Windschutz gepflanzt. Er wird auch als Zierpflanze verwendet, beispielsweise für geschnittene Hecken.

## Systematik
Die Zitronenmyrte wurde 1905 durch Frederick Manson Bailey in Queensland Agricultural Journal, 15 (6): Wilson's Peak, W.J. Peterson, Jan., 1905. erstbeschrieben. Synonyme für Leptospermum petersonii F.M.Bailey sind: Leptospermum citratum (J.F.Bailey & C.T.White) Challinor et al., Leptospermum flavescens var. citratum J.F.Bailey & C.T.White.